# Plinij mlajši
Plinij mlajši (latinsko Gaius Plinius Caecilius Secundus), rimski politik, govornik in pisatelj * okoli 61/62 Novum Comum (danes Como, Lombardija, Italija), † 113.
Bil je nečak Plinija starejšega. Sposoben je bil kot pravnik, administrator in finančni upravnik.

## Zaposlitve
- leta 80 poveljnik konjenice (sevir equitum Romanorum)
- leta 88 je bil kvestor
- leta 91 tribun plebejcev
- leta 93 pretor
- od leta 94 do 100 konzul
- od 94 do 96 upravitelj vojaške zakladnice
- od leta 98 do 100 upravitelj Saturnove zakladnice (praefectus aerari Saturni)
- od 104 do 106 nadzornik bank ob Tiberi
- od 104 do 107 trikratni član Trajanovega sodnega sveta
- 110 - 113 legat cesarja Trajana v provinci Bitiniji in Pontu

## Dela
Veljal je za pisca proze v pesmih. Vplival je na pisatelje srednjega veka in humanizma.
- Pisma, zbrana v 10 knjigah. So pomemben kulturno zgodovinski dokument.

- Prvih devet knjig: 247 pisem
  - med njim in cesarjem Trajanom
  - opis izbruha Vezuva
  - zapiski o krščanski skupnosti v Bitiniji

- V deseti knjigi je 121 pisem.

Slovenski prevod: Pisma, Obzorja, Maribor, 1962 (COBISS)